# David Howell
David Wei Liang Howell (Eastbourne, 14 novembre 1990) è uno scacchista britannico.
Divenne grande maestro nel 2007 all'età di 16 anni, il più giovane giocatore inglese ad ottenere tale titolo.

## Biografia
Nato da padre inglese (Martin) e madre singaporiana (Angeline), dimostrò grandi doti scacchistiche già da giovanissimo: all'età di nove anni vinse una partita lampo ufficiale contro il grande maestro John Nunn alle Mind Sports Olympiads di Londra. Questo è considerato un record, che detiene tuttora.

## Carriera
All'età di dieci anni divenne il più giovane partecipante ad un campionato nazionale, il campionato britannico di Street (Somerset).
Nel 2001 fu pari primo con Jan Nepomnjaščij nel campionato europeo under-12 e pari secondo nel campionato del mondo under-12. Grazie a questi risultati venne riconosciuto come il più promettente giovane talento inglese; la stampa britannica ne ha parlato ampiamente ed è stato ospite di diversi programmi televisivi.
Ha raggiunto il proprio record di punteggio Elo nella lista FIDE di agosto 2015, con 2.712 punti (numero 35 del mondo e secondo tra i giocatori inglesi).
È commentatore per il sito chess24.
Altri risultati:
- 2007 :  secondo nella 36ª Rilton Cup di Stoccolma, dietro a Robert Fontaine;
- 2008 :  vince l'open di Andorra con 8/9, davanti a diversi GM, tra cui Julio Granda Zúñiga e Mihail Marin; =3º nel campionato del mondo juniores di Gaziantep; vince il torneo di Winterthur; partecipa in terza scacchiera alle olimpiadi di Dresda, realizzando 7 ½ su 11; vince il campionato britannico rapid, con 10/11;
- 2009 :  vince il campionato britannico a Torquay; vince il torneo di Hastings, alla pari con Andrei Istrăţescu, Romain Édouard e Mark Hebden;
- 2012 :  vince il torneo di Leida con 7,5 punti su 9;[4]
- 2013 :  vince a Torquay il campionato britannico, con 9,5/11;
- 2014 :  vince ad Aberystwyth per la terza volta il campionato britannico, alla pari con Jonathan Hawkins;[5]
- 2015 :  nel luglio vince per la seconda volta il torneo di Leida imbattuto con 8,5 punti su 9;[6]
- 2022 :  in marzo disputa un match sulle 10 partite a cadenza classica contro lo svedese Nils Grandelius, vincendolo per 5½ - 4½.[7] In agosto vince la medaglia d'oro individuale in terza scacchiera alle Olimpiadi di Chennai con la squadra dell'Inghilterra, ottenendo 7,5 punti su 8 e una performance di 2898;
- 2023: a Marzo vince la Norwegian Team League, il Campionato a squadre della Norvegia insieme al Campione del Mondo Magnus Carlsen.